# Liste von Judoka
In diese Liste der Judoka können Judoka aufgenommen werden, die die allgemeinen Relevanzkriterien der Wikipedia erfüllen. Dazu gehören auch Judoka, deren Relevanz nicht allein aus ihren sportlichen Leistungen herrührt. Diese Personen bitte im zweiten Teil der Liste eintragen. In dieser Liste sind zur Erleichterung des Überblicks nur die wesentlichsten Titel aufgenommen.

## Erfolgreiche Judosportler

### A
- Ichiro Abe, Japan, berühmter Judolehrer des Kodokan, 10. Dan
- Kenshiro Abe, Japan, Judolehrer des Dainippon Butokukai
- Neil Adams, Großbritannien, zweifacher olympischer Silbermedaillengewinner, Weltmeister
- Peter Adelaar, Niederlande, Europameister
- Daniel Allerstorfer, Österreich, dreifacher Staatsmeister
- Reinhard Arndt, Deutschland (DDR), dreimal Europameisterschaftsdritter, DDR-Meister
- Raik Arnold, Deutschland (DDR/BRD), Europameisterschaftsdritter, Deutscher Meister, mehrfacher DDR-Meister
- Sergei Aschwanden, Schweiz, zweifacher Europameister, Bronzemedaille Olympische Spiele, Vizeweltmeister
- Isaac Azcuy, Kuba, Silbermedaille Olympische Spiele, dreimaliger panamerikanischer Meister

### B
- Helmut Bark. Deutschland (DDR), vierfacher DDR-Meister, Judofunktionär
- Paul Barth, Deutschland (BRD), Bronzemedaille Olympische Spiele
- Tamerlan Baschajew, Russland, Europameister, Vizeweltmeister, Olympiadritter
- Michael Bazynski, Deutschland (BRD), Vizeeuropameister
- Katrin Beinroth, Deutschland, Europameisterin
- Ingrid Berghmans, Belgien, mehrfache Welt- und Europameisterin
- Darja Bilodid, Ukraine, jüngste Judoweltmeisterin aller Zeiten, zweifache Weltmeisterin, dreifache Europameisterin,
- Hennadij Bilodid, Ukraine, zweifacher Europameister, Weltmeisterschaftsdritter
- Ole Bischof, Deutschland, Europameister, Olympiasieger
- Alina Böhm, Deutschland, zweifache Europameisterin
- Annett Böhm, Deutschland, Bronzemedaille Olympische Spiele, Weltmeisterschaftsdritte
- Yvonne Bönisch, Deutschland, Olympiasiegerin, Vizeweltmeisterin, mehrfache Weltcupsiegerin
- Edith Bosch, Niederlande, Weltmeisterin, Silbermedaille Olympische Spiele
- Djamel Bouras, Frankreich, Olympiasieger, Doppelvizeweltmeister
- Torsten Bréchôt, geb. Torsten Oehmigen, Deutschland (DDR), Bronzemedaille Olympische Spiele
- Miriam Butkereit, Deutschland, Silbermedaille Olympische Spiele

### C
- Fabien Canu, Frankreich, Doppelweltmeister, mehrfacher Europameister
- Bruno Carabetta, Frankreich, dreifacher Europameister
- Nestor Chergiani, Georgien, Olympiazweiter, Vizeweltmeister, zweifacher Europameister
- Choi Min-ho, Südkorea, Olympiasieger, Weltmeister
- Barbara Claßen, Deutschland (BRD), Weltmeisterin, fünffache Europameisterin
- Allen Coage, USA, Bronzemedaille Olympische Spiele, zweifacher Sieger der Panamerikanischen Spiele, Panamerikanischer Meister
- Henri Courtine, Frankreich, Weltmeisterschaftsdritter, vierfacher Europameister

### D
- Burkhardt Daßler, Deutschland (DDR, BRD), dreimaliger DDR-Meister, mehrfacher Welt- und Europameister (Veteranen)
- Brigitte Deydier, Frankreich, mehrfache Welt- und Europameisterin
- Engelbert Dörbandt Deutschland (BRD), siebenmaliger deutscher Meister
- David Douillet, Frankreich, mehrfacher Olympiasieger und Weltmeister

### E
- Gerd Egger, Deutschland (BRD), 9. Dan, Mannschaftseuropameister, Trainer, Funktionär
- Frauke Eickhoff, Deutschland, Weltmeisterin
- Sumio Endo, Japan, zweifacher Weltmeister, Olympiadritter

### F
- Moshé Feldenkrais, erster Europäer, dem das Kōdōkan ohne vorherige Ausbildung in Japan den schwarzen Gürtel verlieh
- Sabrina Filzmoser, Österreich, zweifache Europameisterin, 3. Platz Weltmeisterschaft
- Catherine Fleury-Vachon, Frankreich, Olympiasiegerin und Weltmeisterin
- Arnold Frank, Deutschland (DDR), Deutscher Meister und dreimaliger DDR-Meister
- Frank-Michael Friedrich, Deutschland (DDR), Junioreneuropameister, zweifacher DDR-Meister
- Keiko Fukuda, USA, erste Frau, die den 10. Dan erreichte
- Shozo Fujii, Japan, vierfacher Weltmeister

### G
- Bianca Geerdts, Deutschland, Siegerin des vorolympischen Turnieres 2004 und mehrfache Deutsche Meisterin
- Anton Geesink, Niederlande, Olympiasieger und mehrfacher Weltmeister
- Klaus Glahn, Deutschland (BRD), Silbermedaille Olympische Spiele, mehrfacher Europameister
- Lena Göldi, Schweiz, Vizeeuropameisterin
- Joop Gouweleeuw, Niederlande, Europameister
- Anna-Maria Gradante, Deutschland, Olympiadritte, zweifache Vizeeuropameisterin
- Alexander von der Groeben, Deutschland (BRD), mehrfacher Europameister und Europacupsieger
- Daniel Gürschner, Deutschland, Europameister

### H
- Eric Hänni, Schweiz, vierfacher Schweizer Meister, Silbermedaille Olympische Spiele
- Johanna Hagn, Deutschland, Weltmeisterin, Bronzemedaille Olympische Spiele
- Norbert Haimberger, Österreich, Europameister
- Han Ho-san, Südkorea, Deutschland, Trainer der DJB-Nationalmannschaft, 9. Dan
- Raimund Hargesheimer, Deutschland, Militärweltmeister, Deutscher Meister
- Anna von Harnier, Deutschland, 3. Platz Weltmeisterschaft
- Roswitha Hartl, Österreich, 3. Platz Weltmeisterschaft, mehrfache Vizeeuropameisterin
- Mike Hax, Deutschland (DDR/BRD), Europameisterschaftsdritter, Deutscher Meister
- Claudia Heill, Österreich, Silbermedaille Olympische Spiele
- Harald Heinke, Deutschland (DDR), Bronzemedaille Olympische Spiele, 3. Platz Weltmeisterschaft, zweifacher Europameister
- Henry Hempel, Deutschland (DDR), mehrfacher DDR-Meister, Trainer der DJV-Nationalmannschaft, 9. Dan
- Rudolf Hendel, Deutschland (DDR), zweifacher Europameister
- Klaus Hennig, Deutschland (DDR), Europameister, viermaliger Dritter bei Europameisterschaften
- Nobutoshi Hikage, Japan, Doppelweltmeister, zweifacher Asienmeister
- Peter Herrmann, Deutschland (BRD), Vizeweltmeister, mehrfacher Europameister
- Wolfgang Hofmann, Deutschland (BRD), Silbermedaille Olympische Spiele, Vizeweltmeister, mehrfacher Europameister
- Dietmar Hötger, Deutschland (DDR/BRD), Vizeweltmeister, Europameister, Olympiadritter, Trainer der DJV- und DJB-Nationalmannschaft
- Helmut Howiller, Deutschland (DDR), 3. Platz Weltmeisterschaft, Europameister, mehrfacher DDR-Meister
- Walentyn Hrekow, Ukraine, dreifacher Europameister
- Edith Hrovat, Österreich, mehrfache Europameisterin und Weltmeisterin
- Marc Huizinga, Niederlande, Olympiasieger

### I
- Ilias Iliadis, Griechenland, Olympiasieger, Bronzemedaille Olympische Spiele, dreifacher Weltmeister, zweifacher Vizeweltmeister, zweifacher Europameister
- Isao Inokuma, Japan, Olympiasieger, Weltmeister
- Kōsei Inoue, Japan, Olympiasieger, dreifacher Weltmeister

### J
- Brian Jacks, Großbritannien, Bronzemedaille Olympische Spiele
- Peter Jupke, Deutschland (BRD), Vizeweltmeister
- Michael Jurack, Deutschland, Bronzemedaille Olympische Spiele

### K
- Kanō Jigorō, Japan, Judoprofessor und Begründer des Judo
- Takao Kawaguchi, Japan, Weltmeister und Olympiasieger
- Mikinosuke Kawaishi, Japan und Frankreich, Judoprofessor und Pionier des Judo in Frankreich, 10. Dan
- Heinz Kempa, Deutschland (DDR), Generalsekretär des DJV und der IJF
- George Kerr, Schottland, Europameister, 10. Dan
- Ansor Kiknadse, UdSSR, mehrfacher Europameister, Bronzemedaille Olympische Spiele und Weltmeisterschaften
- Jeon Ki-young, Republik Korea, Olympiasieger und dreimaliger Weltmeister
- Masahiko Kimura, Japan, gewann die alljapanischen Meisterschaften dreimal in Folge
- Toshihiko Koga, Japan, Olympiasieger, mehrfacher Weltmeister
- Gunji Koizumi, Japan und Großbritannien, Judoprofessor und Pionier des Judo im Vereinigten Königreich, Gründer der Europäischen Judo-Union
- Detlef Knorrek, Deutschland, fünfmaliger deutscher Meister
- Nils Kopke, Deutschland, Deutscher Meister Junioren, mehrfacher Medaillengewinner internationaler Turniere
- Sandra Köppen, Deutschland, Europameisterin Judo, mehrfache Weltmeisterin Sumo
- Robert Köstenberger, Österreich, Europameister, Juniorenweltmeister
- Astrid Krombach, Deutschland, mehrfache Seniorenweltmeisterin
- Lukáš Krpálek, Tschechien, Olympiasieger, Weltmeister
- Günter Krüger, Deutschland (DDR), zweimaliger Europameister, dreimal 3. Platz bei Europameisterschaften
- Rafal Kubacki, Polen, Doppelweltmeister, Europameister
- Uta Kühnen, Deutschland, mehrfache EM-Dritte, mehrfache Deutsche Meisterin
- Witali Kusnezov, UdSSR, Olympiazweiter, zweifacher Vizeweltmeister

### L
- Yurisel Laborde, Kuba, Bronzemedaille Olympische Spiele, Doppelweltmeisterin
- Christophe Lambert, Deutschland, 3. Platz Europameisterschaften
- Daniel Lascau, Deutschland, Weltmeister, 3. Platz Europameisterschaften
- Céline Lebrun, Frankreich, Silbermedaille Olympische Spiele, Weltmeisterin
- Karl-Heinz Lehmann, Deutschland (DDR), Bronzemedaille Olympische Spiele, 3. Platz Weltmeisterschaften, Europameister
- Norbert Littkopf, Deutschland (DDR/BRD), Judotrainer, zweimalige Auszeichnung der EJU zum Trainer des Jahres
- Axel Lobenstein, Deutschland (DDR/BRD), Europameister, Weltmeisterschaftsdritter
- Sven Loll, Deutschland (DDR), Silbermedaille Olympische Spiele
- Bernd Look, Deutschland (DDR), 3. Platz Weltmeisterschaften, 3. Platz Europameisterschaften
- Willi Lorbeer, Deutschland (DDR), Judotrainer, Träger des 9. Dan
- Dietmar Lorenz, Deutschland (DDR), Olympiasieger, 3. Platz Weltmeisterschaften, mehrfacher Europameister
- Anis Lounifi, Tunesien, erster afrikanischer Judoweltmeister
- Dieter Lösgen, Deutschland (BRD), Judo- und Jiu-Jitsu-Lehrer; Präsident des Deutschen Jiu Jitsu Bundes und der Korporation Internationaler Danträger

### M
- Claudia Malzahn, Deutschland, 3. Platz Weltmeisterschaft, 2. und 3. Platz Europameisterschaft
- Fred Marhenke, Deutschland (BRD), 5. Olympische Spiele, 3. Europameisterschaft
- Felice Mariani, Italien, Bronzemedaille Olympische Spiele, dreifacher Europameister
- Julia Matijass, Deutschland, Bronzemedaille Olympische Spiele, 3. Europameisterschaft
- Marc Meiling, Deutschland (BRD), Silbermedaille Olympische Spiele, zweifacher Weltcupsieger
- Heiner Metzler, Deutschland (BRD), zweimaliger Europameister, Trainer der DJB-Nationalmannschaft
- Alexander Michailin, Russland, dreifacher Weltmeister, sechsfacher Europameister
- Aurélio Miguel, Brasilien, Olympiasieger und Vizeweltmeister
- Yoshiharu Minami, Japan, zweifacher Weltmeister
- Hiroshi Minatoya, Japan, zweifacher Weltmeister
- Mochizuki Minoru, Japan, 8. Dan, Begründer des Yoseikan Budō
- Arash Mir-Esmaili, Iran, mehrfacher Weltmeister
- Frank Möller, Deutschland, Vizeweltmeister, Europameister, Bronzemedaille Olympische Spiele
- Telma Monteiro, Portugal, zweifache Europameisterin, mehrfache Weltcupsiegerin, Vizeweltmeisterin
- Frank Moreno, Kuba, zweifacher Vizeweltmeister, zweifacher Sieger bei den Panamerikanischen Spielen
- Jean-Jacques Mounier, Frankreich, Olympiadritter, zweifacher Europameister
- Marie Muller, Luxemburg, Olympiateilnehmerin
- Thomas Müller, Deutschland, Europameister
- Hans Müller-Deck, Deutschland (DDR), Sportwissenschaftler, Autor von Fachliteratur, 9. Dan

### N
- Paweł Nastula, Polen, Olympiasieger, zweifacher Weltmeister
- Günther Neureuther, Deutschland (BRD), Silbermedaille Olympische Spiele, 3. Weltmeisterschaft
- Hans-Gert Niederstein, Deutschland (BRD), Judo- und Jiu-Jitsu-Lehrer; Präsident Deutscher Jiu Jitsu Bund und Korporation Internationaler Danträger
- Herbert Niemann, Deutschland (DDR), vierfacher Europameister, DDR-Meister
- Kazuhiro Ninomiya, Japan, Olympiasieger, Weltmeister
- Karl Nitz, Deutschland (DDR), Europameister, mehrfacher DDR-Meister
- Tadahiro Nomura, Japan, dreifacher Olympiasieger
- Sergei Nowikow, UdSSR, Olympiasieger, dreifacher Europameister

### O
- Naoya Ogawa, Japan, vierfacher Weltmeister, Silbermedaille Olympische Spiele
- Isao Okano, Japan, Olympiasieger, Weltmeister
- Shōhei Ōno, Japan, Olympiasieger, Weltmeister
- Hüseyin Özkan, Türkei, Olympiasieger

### P
- Ludwig Paischer, Österreich, Militärweltmeister, zweifacher Europameister, Silbermedaille Olympische Spiele
- Charles Palmer, Vereinigtes Königreich, dreimaliger Mannschaftseuropameister, 3. Platz Europameisterschaft, Präsident der IJF, 10. Dan Judo
- Bernard Pariset, Frankreich, Weltmeisterschaftsdritter, dreimaliger Europameister
- Angelo Parisi, Frankreich, Olympiasieger
- Janusz Pawłowski, Polen, Silber- und Bronzemedaille Olympische Spiele
- Jana Perlberg, Deutschland (DDR/BRD), Europameisterin, 2. und 3. Platz bei Europameisterschaften
- Dimitri Peters, Deutschland, Bronzemedaille Olympische Spiele
- Jochen Plate, Deutschland (BRD), Vizeeuropameister, 3. Platz Weltmeisterschaft
- Andreas Preschel, Deutschland (DDR), Weltmeister und EM-Dritter

### Q
- Udo Quellmalz, Deutschland, Olympiasieger, Doppelweltmeister

### R
- Josef Reiter, Österreich, Bronzemedaille Olympische Spiele, 5. Platz Weltmeisterschaften
- Patrick Reiter, Österreich, Europameister, 3. Platz Weltmeisterschaften
- Torsten Reißmann, Deutschland (DDR), vierfacher Europameister, 3. Platz Weltmeisterschaften, 5. Platz Olympische Spiele
- Thierry Rey, Frankreich, Olympiasieger, Weltmeister, Europameister
- Alfred Rhode, Deutschland (BRD), „Vater“ des Judosports in Deutschland
- Teddy Riner, Frankreich, zweimaliger Olympiasieger, neunfacher Weltmeister, fünffacher Europameister
- Héctor Rodriguez, Kuba, Olympiasieger
- Jürg Röthlisberger, Schweiz, Olympiasieger
- Jean-Luc Rougé, Frankreich, erster französischer Weltmeister, vierfacher Europameister
- Willem Ruska, Niederlande, Doppelolympiasieger, zweifacher Weltmeister

### S
- Hitoshi Saitō, Japan, zweimaliger Olympiasieger
- Fumio Sasahara, Japan, Doppelweltmeister
- Lennart Sass, Deutschland, Bronzemedaille Paralympics 2024
- Matthias Schießleder, Deutschland (BRD), Europameister
- Martin Schmidt, Deutschland, Europameister
- Alexandra Schreiber, Deutschland, Weltmeisterin, zweifache Europameisterin
- Guido Schumacher, Deutschland, Europameister
- Peter Seisenbacher, Österreich, Doppelolympiasieger, Weltmeister
- Shinobu Sekine, Japan, Olympiasieger
- Shinichi Shinohara, Japan, Doppelweltmeister
- Masatoshi Shinomaki, Japan, Doppelweltmeister
- Edith Simon, Österreich, Weltmeisterin, Doppeleuropameisterin
- Lothar Skorning, Deutschland (DDR), Präsident des Deutschen Judo-Verbandes, mehrfacher DDR-Meister, Sportwissenschaftler
- Jan Snijders, Niederlande, Europameister
- Peter Snijders, Niederlande, zweifacher Europameister
- Nikolai Soloduchin, UdSSR, Olympiasieger, Doppelweltmeister
- Kōji Sone, Japan, Weltmeister
- Petra Sonntag, Deutschland (DDR), elfmalige DDR-Meisterin
- Isamu Sonoda, Japan, Weltmeister und Olympiasieger
- Marko Spittka, Deutschland, Olympiadritter, Europa- und Vizeweltmeister, mehrfacher deutscher Meister
- David Starbrook, Großbritannien, zweimal Olympiadritter
- Gerhard Steidele, Deutschland, Doppelseniorenweltmeister, mehrfacher Deutscher Meister
- Henry Stöhr, Deutschland (DDR, BRD), mehrfacher Europameister, ein 2. und zwei 3. Plätze bei Weltmeisterschaften, Olympiazweiter, 13-facher DDR-Meister, mehrfacher Deutscher Meister
- Uwe Stock, Deutschland (DDR), Vizeeuropameister, DDR-Meister
- Klaus-Peter Stollberg, Deutschland (DDR), Weltmeisterschaftsdritter, zweimal Europameisterschaftsdritter
- Steffen Stranz, Deutschland (BRD), 3. Platz Weltmeisterschaft, siebenfacher Deutscher Meister in Folge
- Hubert Sturm, Deutschland (DDR, BRD), Judotrainer, Träger des 9. Dan
- Hitoshi Sugai, Japan, zweifacher Weltmeister
- Sergei Suslin, UdSSR, dreimal 3. Platz Weltmeisterschaft, zweifacher Europameister
- Kye Sun-hui, Demokratische Volksrepublik Korea, viermalige Weltmeisterin
- Keiji Suzuki, Japan, Olympiasieger, Doppelweltmeister
- Mike Swain, USA, Weltmeister, Olympiadritter

### T
- Haruka Tachimoto, Japan, Olympiasiegerin
- Naohisa Takato, Japan, Olympiadritter, dreifacher Weltmeister
- Ryōko Tani, Japan, zweifache Olympiasiegerin, siebenfache Weltmeisterin
- Selim Tataroğlu, Türkei, zweimal Vizeweltmeister, vierfacher Europameister
- Nicola Tempesta, Italien, Doppeleuropameister
- Chasret Tlezeri, UdSSR, Weltmeister, vierfacher Europameister
- Tamerlan Tmenow, Russland, Olympiazweiter und -dritter, mehrfacher Europameister
- Andreas Tölzer, Deutschland, Europameister
- Stéphane Traineau, Frankreich, Weltmeister, Europameister, Olympiadritter
- Richard Trautmann, Deutschland, zweimal Olympiadritter, dritter Weltmeisterschaften
- Schota Tschotschischwili, UdSSR, Olympiasieger

### U
- Masato Uchishiba, Japan, Olympiasieger, Vizeweltmeister, Sieger Universiade
- Haruki Uemura, Japan, Weltmeister und Olympiasieger
- Detlef Ultsch, Deutschland (DDR/BRD), mehrfacher DDR-Meister, Bronzemedaille Olympische Spiele, Doppelweltmeister, DJB-Nationaltrainer

### W
- Anna-Maria Wagner, Deutschland, zweifache Olympiadritte, zweifache Weltmeisterin
- Robert Van de Walle, Belgien, Olympiasieger, zweifacher Vizeweltmeister
- Florian Wanner, Deutschland, Olympiateilnehmer, Weltmeister
- Baschir Warajew, UdSSR, Olympiadritter, vierfacher Europameister
- Ulla Werbrouck, Belgien, Olympiasiegerin, siebenfache Europameisterin, Politikerin
- Karl-Heinz Werner, Deutschland (DDR), viermaliger Europameisterschaftsdritter
- Alexander Wieczerzak, Deutschland, Weltmeister
- Frank Wieneke, Deutschland (BRD), Olympiasieger, DJB-Nationaltrainer
- Willy Wilhelm, Niederlande, Europameister und Vizeweltmeister
- Gerda Winklbauer, Österreich, Weltmeisterin, vierfache Europameisterin
- Aaron Wolf, Japan, Weltmeister
- Horst Wolf, Deutschland (DDR), Präsident des Deutschen Judo-Verbandes, Judotrainer, Sportwissenschaftler
- Heide Wollert, Deutschland, Europameisterin, Dritte bei Welt- und Europameisterschaften

### X
- Zhuang Xiaoyan, China, Olympiasiegerin, Weltmeisterin

### Y
- Yasuhiro Yamashita, Japan, Olympiasieger, vierfacher Weltmeister
- Hidehiko Yoshida, Japan, Olympiasieger, Weltmeister

### Z
- Erich Zielke, Deutschland (DDR), 2. und 3. Platz Europameisterschaft
- Wolfgang Zuckschwerdt, Deutschland (DDR), 3. Platz Weltmeisterschaft, 2. Platz Europameisterschaft

## Andere Prominente mit Judobezug
- Anna Battke, Deutschland, Leichtathletin
- Anja Freese, Deutschland, Schauspielerin
- Joachim „Blacky“ Fuchsberger, Deutschland, Schauspieler, Moderator
- Megumi Fujii, Japan, Mixed-Martial-Arts-Kämpferin
- Dieter Gruschwitz, Deutschland, ZDF-Sportchef, Moderator
- Julia Jentsch, Deutschland, Schauspielerin
- Yves Klein, Frankreich, Maler
- Babett Konau, Deutschland, Model und ehemalige Miss Germany
- Alida Kurras, Deutschland, Fernsehmoderatorin
- Katrin Müller-Hohenstein, Deutschland, Fernsehmoderatorin
- Yvonne Ploetz, Deutschland, Politikerin
- Wladimir Putin, Russland, Politiker
- Yoel Razvozov, Israel, Politiker
- Claude-Oliver Rudolph, Deutschland, Schauspieler und Kampfsportler
- Julia Seeliger, Deutschland, Journalistin